# Merenius proximus
Merenius proximus is een spinnensoort uit de familie van de loopspinnen (Corinnidae).
De wetenschappelijke naam van de soort werd in 1929 gepubliceerd door Roger de Lessert.